# Wynton Rufer
Wynton Rufer (n. 29 decembrie 1962) este un fost fotbalist neozeelandez.

## Statistici
| Noua Zeelandă | Noua Zeelandă | Noua Zeelandă |
| An            | Meciuri       | Goluri        |
| ------------- | ------------- | ------------- |
| 1980          | 4             | 0             |
| 1981          | 2             | 3             |
| 1982          | 6             | 2             |
| 1983          | 0             | 0             |
| 1984          | 0             | 0             |
| 1985          | 3             | 1             |
| 1986          | 0             | 0             |
| 1987          | 0             | 0             |
| 1988          | 1             | 0             |
| 1989          | 1             | 0             |
| 1990          | 0             | 0             |
| 1991          | 0             | 0             |
| 1992          | 0             | 0             |
| 1993          | 0             | 0             |
| 1994          | 0             | 0             |
| 1995          | 0             | 0             |
| 1996          | 2             | 0             |
| 1997          | 3             | 4             |
| Total         | 22            | 10            |